# Palomas
Ne doit pas être confondu avec Palomas (Uruguay).
Palomas est une commune d’Espagne, dans la province de Badajoz, communauté autonome d'Estrémadure.